# Drahňov
Drahňov és un poble i municipi d'Eslovàquia. Es troba a la regió de Košice, a l'est del país. El 2017 tenia 1.476 habitants.

## Història
La primera referència escrita de la vila data del 1262.

## Demografia
| Godina             | 1994 | 2004    | 2014    | 2024    |
| ------------------ | ---- | ------- | ------- | ------- |
| Nombre de persones | 992  | 1180    | 1426    | 1692    |
| Diferència         |      | +18,95% | +20,84% | +18,65% |

| Godina             | 2023 | 2024   |
| ------------------ | ---- | ------ |
| Nombre de persones | 1676 | 1692   |
| Diferència         |      | +0,95% |